# Isiskulten
Isiskulten er en samlebetegnelse for dyrkelsen af den gamle egyptiske gudinde Isis i hellenistisk-romersk tid. I den traditionelle egyptiske religion var hun en central skikkelse gift med Nildalens mytiske første konge Osiris og mor til Horus, den guddommelige personifikation af farao. Isis blev oprindeligt dyrket i forbindelse med døderitualerne, når kongens lig blev balsameret, derfra fik hun status af korn og frugtbarhedsgudinde.

## Isis i hellenistisk-romersk tid
Efter Alexanders erobring af Egypten spredte dyrkelsen af Isis og Osiris sig først over det østlige middelhavsområde og siden til hele Romerriget, da det blev områdets dominerende magt. Dyrkelsen af de egyptiske guder dukkede op i Rom omkring 2. årh. f.v.t. og her fik Isis efterhånden status som den mest betydningsfulde blandt disse guder. Hun blev efterhånden også tillagt flere evner, idet hun blev kaldt søfartens beskytter, helbrederske, selve kulturens indstifter og himmeldronning.
Isiskulten i den græsk-romerske form kendes bedst gennem Plutarch og Apulejus fra Madauras skrifter. Denne beskrev i værket Det gyldne æsel en stor offentlig procession i Korinth i anledning af årsdagen for skibsfartens genoptagelse og gav et sjældent indblik i en indvielsesceremoni i det hemmelige Isis-mysterium.
I Rom var dyrkelsen af de egyptiske guder først ikke anerkendt, tilhængerne blev med jævne mellemrum forfulgt og idømt hårde straffe og templer opført til Isis og Serapis blev ødelagt. Trods denne officielle forfølgelse forblev Isiskulten meget populær, og i l1. årh. e.v.t. forsvinder modstanden, og kulten begynder endda at nyde kejserlig støtte.
I kejsertidens Rom var Isis udviklet fra en mindre guddom i et større panteon til at være den store gudinde, der modtog al opmærksomhed og hengivenhed. Kulten var nu blevet en selvstændig religion, som ikke havde meget tilfælles med sit udgangspunkt. Nu var den blevet til en mysteriereligion som antikkens øvrige mysterier. Hendes kult handlede stadig om død og genopstandelse, mens Osiris var gledet helt i baggrunden, og hun var nu herskeren over naturen, som hjalp mennesket i sin nød, og som kunne frelse det til et nyt og bedre liv efter døden.